# メダロットS
『メダロットS』（メダロットエス）は、イマジニアより配信されているスマートフォン用ゲームアプリ。2020年1月23日サービス開始。
『メダロット』シリーズ初のスマートデバイス向けタイトル。開発および運営はSoWhatが行う。

## コラボレーション
- 攻殻機動隊
- デジタルモンスター（デジモンアドベンチャー、デジモンアドベンチャー02、デジモンテイマーズ）
- おめがシスターズ
- ロックマンエグゼ
- 魔神英雄伝ワタル
- ULTRAMAN
- サイボーグクロちゃん
- ゾイド（ゾイド -ZOIDS-、ゾイドワイルドZERO）
- フルメタル・パニック!
- エヴァンゲリオン
- グリッドマンユニバース
- とある科学の超電磁砲T
- トランスフォーマー
- SHAMAN KING
- 永井豪（マジンガーZ、マジンカイザー、真ゲッターロボ、デビルマン）
- 勇気爆発バーンブレイバーン
- 機動戦艦ナデシコ
- グレンダイザーU
- ゴジラ